# Mataika Tuicakau
Mataika Tuicakau – fidżyjski lekkoatleta specjalizujący się w pchnięciu kulą.
Złotym medalista Igrzysk Imperium Brytyjskiego w roku 1950. Jego osiągnięcie było pierwszym w historii medalem dla Fidżi zdobytym podczas imprezy tej rangi. Rekord życiowy: 15,48 m (23 kwietnia 1951, Suva).